# 拓跋丕
拓跋 丕（たくばつ ひ、生年不詳 - 444年）は、北魏の皇族。楽平王。

## 経歴
明元帝と大慕容夫人のあいだの子として生まれた。422年（泰常7年）、楽平王に封じられ、車騎大将軍の号を受けた。後に河西と高平の諸軍を率いて南秦王楊難当を討ち、軍が略陽に到着すると、楊難当は恐れて仇池に帰還した。かれの軍令は厳粛で、参軍事の高允のいさめもあって麾下の軍は掠奪をおこなうことがなかったとされる。北燕の馮弘が高句麗に逃亡したとき、太武帝は身柄の送還を求めたが、高句麗は送ってこなかったので、太武帝は怒って出兵しようとした。拓跋丕は出兵をいさめる上疏をおこない、太武帝は思いとどまった。444年（太平真君5年）、劉潔が拓跋丕を擁立しようとした事件に連座し、憂憤のうちに死去した。諡は戻王といった。
子の拓跋抜が爵位を嗣いだが、後に事件に連座して死を賜り、封国は除かれた。

## 伝記資料
- 『魏書』巻17 列伝第5
- 『北史』巻16 列伝第4